# MacOS 소노마

macOS 소노마(macOS Sonoma, 버전 14)는 매킨토시 컴퓨터용 애플 운영 체제인 macOS의 최신 주요 릴리스이다. macOS 벤투라의 후속 제품으로 2023년 6월 5일 WWDC 2023에서 발표되어 2023년 9월 26일에 출시되었다. 캘리포니아주 소노마군에 위치한 와인 지역의 이름을 따서 명명되었다.
첫 번째 개발자 베타는 2023년 6월 5일에 출시되었으며, macOS 소노마는 2023년 7월 11일에 공개 베타에 진입했다.
macOS 소노마는 21.5인치 2017 iMac에 대한 지원을 중단하여 레티나 디스플레이가 탑재된 맥 전용 macOS의 첫 번째 버전이다.

## 출시 역사
macOS 소노마의 첫 번째 개발자 베타는 2023년 6월 5일 월요일에 출시되었다. 소노마 개발자 베타는 개발자 구독 없이 무료 애플 개발자 계정이 있는 사람이라면 누구나 사용할 수 있는 최초의 베타였다. 전체 릴리스는 2023년 9월 26일에 출시되었다.
|  | 이전 릴리스 |  | 현재 릴리스 |  | 현재 베타 릴리스 |  | 보안 릴리스 |

| 버전      | 빌드     | 출시일           | 다윈 버전                                            |
| --------- | -------- | ---------------- | ---------------------------------------------------- |
| 14.0      | 23A344   | 2023년 9월 26일  | 23.0.0 xnu-10002.1.13~1 Fri Sep 15 14:41:34 PDT 2023 |
| 14.1      | 23B74    | 2023년 10월 25일 | 23.1.0 xnu-10002.41.9~6 Mon Oct 9 21:27:27 PDT 2023  |
| 14.2 beta | 23C5030f | 2023년 10월 26일 |                                                      |

## 같이 보기
- IOS 17
- IPadOS 17
- TvOS
- WatchOS